# Sacha (Vorname)
Sacha ist ein männlicher, gelegentlich auch weiblicher Vorname. Selten tritt er als Familienname auf. Er ist eine Variante von Sascha, der russischen Koseform von Alexander.

## Namensträger

### Vorname
- Sacha Batthyany (* 1973), Schweizer Journalist und Autor
- Sacha Baron Cohen (* 1971), britischer Komiker
- Sacha Dhawan (* 1984), britischer Schauspieler
- Sacha Distel (1933–2004), französischer Chansonnier
- Sacha Dunable (* 1981), US-amerikanischer Musiker, Sänger, Gitarrenbauer und -techniker
- Sacha Fenestraz (* 1999), französisch-argentinischer Automobilrennfahrer
- Sacha Gervasi (* 1966), britischer Regisseur, Drehbuchautor und Journalist
- Sacha Guimond (* 1991), kanadischer Eishockeyspieler
- Sacha Guitry (eigentlich: Alexandre P. G. Guitry; 1885–1957), französischer Schauspieler und Filmregisseur
- Sacha Klještan (* 1985), US-amerikanischer Fußballspieler
- Sacha Korn (* 1975), deutscher Musiker und Musikmanager
- Sacha Menz (* 1963), Schweizer Architekt, Professor an der ETH Zürich
- Sacha Perry (* 1970), US-amerikanischer Jazzpianist und Komponist
- Sacha Pitoëff (1920–1990), französischer Regisseur und Schauspieler
- Sacha Schneider (* 1972), luxemburgischer Fußballspieler
- Sacha Theocharis (* 1990), französischer Freestyle-Skier
- Sacha Vierny (1919–2001), französischer Kameramann
- Sacha Wigdorovits (* 1952), Schweizer Journalist und Unternehmer
- Sacha Zala (* 1968), Schweizer Historiker

### Familienname
- Jean Sache, französischer Regisseur
- Mariusz Sacha (* 1987), polnischer Fußballspieler

## Namensträgerinnen
- Sacha van Agt (* 1994), niederländische Leichtathletin
- Sacha Alessandrini (* 1999), französische Hürdenläuferin
- Sacha Jones (* 1990), neuseeländisch-australische Tennisspielerin
- Sacha Holzheimer (* 1964), deutsche Schauspielerin, Synchronsprecherin und Chansonsängerin